# La Junta Gardens
La Junta Gardens es un lugar designado por el censo ubicado en el condado de Otero en el estado estadounidense de Colorado. En el Censo de 2010 tenía una población de 153 habitantes y una densidad poblacional de 110,83 personas por km².

## Geografía
La Junta Gardens se encuentra ubicado en las coordenadas 38°0′5″N 103°33′18″O / 38.00139, -103.55500. Según la Oficina del Censo de los Estados Unidos, La Junta Gardens tiene una superficie total de 1.38 km², de la cual 1.38 km² corresponden a tierra firme y (0%) 0 km² es agua.

## Demografía
Según el censo de 2010, había 153 personas residiendo en La Junta Gardens. La densidad de población era de 110,83 hab./km². De los 153 habitantes, La Junta Gardens estaba compuesto por el 86.27% blancos, el 0% eran afroamericanos, el 3.27% eran amerindios, el 0% eran asiáticos, el 0% eran isleños del Pacífico, el 5.23% eran de otras razas y el 5.23% pertenecían a dos o más razas. Del total de la población el 35.29% eran hispanos o latinos de cualquier raza.